# COMPLETE THE CHECKERS all singles collection REVERSE
『COMPLETE THE CHECKERS 〜all singles collection REVERSE』（コンプリート ザ チェッカーズ オール シングルズ コレクション リバース）は、チェッカーズのベスト・アルバム。2004年7月14日に、ポニーキャニオンからリリースされた。

## 概要
2004年3月17日発売『COMPLETE THE CHECKERS 〜all singles collection』の続編で、全シングル30曲のB面（カップリング曲）を収録している。

## 収録曲

### DISC 1
1. 恋のレッツダンス
  - デビューシングル
  - 作詞：売野雅勇／作曲：武内享／編曲：芹澤廣明
2. あの娘とマッシュポテト
  - 2ndシングル
  - 作詞：藤井郁弥／作曲：大土井裕二／編曲：芹澤廣明
3. サマーガーデン
  - 3rdシングル
  - 作詞：売野雅勇／作曲：武内享／編曲：芹澤廣明
4. 電撃lookin' & shockin'
  - 4thシングル
  - 作詞：売野雅勇／作曲・編曲：芹澤廣明
5. チェッカーズのX'mas Song
  - 5thシングル
  - 作詞：藤井郁弥／作曲：武内享／編曲：芹澤廣明、チェッカーズ
6. メモリー・ブレンド
  - 6thシングル
  - 作詞：藤井郁弥／作曲：藤井尚之／編曲：芹澤廣明
7. 青い目のHigh School Queen
  - 7thシングル
  - 作詞：藤井郁弥／作曲：徳永善也／編曲：芹澤廣明
8. ブルー・パシフィック
  - 8thシングル
  - 作詞：売野雅勇／作曲・編曲：芹澤廣明
9. ひとりじゃいられない
  - 9thシングル
  - 作詞：売野雅勇／作曲・編曲：芹澤廣明
10. おまえが嫌いだ
  - 10thシングル
  - 作詞：藤井郁弥／作曲：武内享／編曲：チェッカーズ
11. WA WA WA
  - 11thシングル
  - 作詞：藤井郁弥／作曲：武内享／編曲：チェッカーズ
12. Mr.BOYをさがして
  - 12thシングル
  - 作詞：藤井郁弥／作曲：鶴久政治／編曲：チェッカーズ・八木橋カンペー
13. PARTY EVERYDAY
  - 13thシングル
  - 作詞：藤井郁弥／作曲：武内享／編曲：THE CHECKERS FAM.
14. JAWSが島にやってきた！
  - 14thシングル
  - 作詞：高杢禎彦、藤井郁弥／作曲：大土井裕二／編曲：THE CHECKERS FAM.
15. WのCherry Boys
  - 15thシングル
  - 作詞：藤井郁弥／作曲：武内享／編曲：THE CHECKERS FAM.

### DISC 2
1. TOY BOX
  - 16thシングル
  - 作詞：藤井郁弥／作曲：鶴久政治／編曲：THE CHECKERS FAM.
2. On The Way
  - 17thシングル
  - 作詞：藤井郁弥／作曲：藤井尚之／編曲：THE CHECKERS FAM.
3. Cry for The Moon
  - 18thシングル
  - 作詞：藤井郁弥／作曲：鶴久政治／編曲：THE CHECKERS FAM.
4. T・G・I・F
  - 19thシングル
  - 作詞：藤井郁弥・BANDIT／作曲：大土井裕二／編曲：THE CHECKERS FAM.
5. Deep Scar
  - 20thシングル
  - 作詞：藤井郁弥／作曲：武内享／編曲：THE CHECKERS FAM.
6. ONCE UPON A TIME
  - 21stシングル
  - 作曲：大土井裕二／編曲：THE CHECKERS FAM.
7. DOGS VS CAT'S
  - 22ndシングル
  - 作詞：藤井郁弥／作曲：鶴久政治／編曲：THE CHECKERS FAM.
8. Space Lovers
  - 23rdシングル
  - 作詞：藤井郁弥／作曲：藤井尚之／編曲：THE CHECKERS FAM.,門倉聡
9. Hello
  - 24thシングル
  - 作詞：藤井郁弥／作曲：武内享／編曲：THE CHECKERS FAM.
10. チャイナタウン
  - 25thシングル
  - 作詞：藤井郁弥／作曲：武内享／編曲：THE CHECKERS FAM.
11. 誰もいないWeekend
  - 26thシングル
  - 作詞：藤井郁弥／作曲：大土井裕二／編曲：THE CHECKERS FAM.
12. トライアングルブルース
  - 27thシングル
  - 作詞：藤井郁弥／作曲：鶴久政治／編曲：THE CHECKERS FAM.
13. 今夜は何処へ送りましょうか
  - 28thシングル
  - 作詞：藤井郁弥／作曲：武内享／編曲：THE CHECKERS FAM.
14. Don't Cry Sexy
  - 29thシングル
  - 作詞：藤井郁弥／作曲：武内享／編曲：THE CHECKERS FAM.
15. Thank you very much!!
  - 30thシングル
  - 作詞：THE CHECKERS／作曲：THE CHECKERS／編曲：THE CHECKERS FAM.
  - 実際の作詞は藤井郁弥、作曲は大土井裕二